# Chirotica albobasalis
Chirotica albobasalis là một loài tò vò trong họ Ichneumonidae.